# لوئیس کریا
لوئیس کریا (اسپانیایی: Luis Cerrilla‎; ۱ فوریهٔ ۱۹۰۶ – ۱۴ اکتبر ۱۹۳۶) بازیکن فوتبال اهل مکزیک بود.
از باشگاه‌هایی که در آن بازی کرده‌است می‌توان به باشگاه فوتبال آمریکا اشاره کرد.
وی همچنین در تیم ملی فوتبال مکزیک بازی کرده‌است.